# Рейнський крайовий музей Бонна
50°43′55″ пн. ш. 7°05′33″ сх. д. / 50.7319° пн. ш. 7.0925° сх. д.
Рейнський крайовий музей Бонна (нім. Landesmuseum Bonn або нім. LVR-LandesMuseum Bonn) — це музей у Бонні, Німеччина, яким керує Асоціація ландшафтів Рейнської області. Це один із найстаріших музеїв країни. У 2003 році він завершив масштабну реконструкцію. У музеї є низка визначних стародавніх погрудь та фігур, що датуються римською добою.

## Історія
Ранній попередник, «Музей старожитностей» (нім. Museum Rheinisch-Westfälischer Alterthümer), заснований у 1820 році указом канцлера Пруссії Карла Августа фон Гарденберга. Більш прямий предок, «Губернський музей», заснований у 1874 році, але власну будівлю він отримав лише у 1893 році. Її розширили у 1907 році, проте старіша частина, зруйнована під час Другої світової війни, замінена новою будівлею.
З 1998 по 2003 рік музей капітально реконструювали, що дозволило оновити експозицію. У 2010 р. перепланували «Зону кам'яної доби».

## Галерея

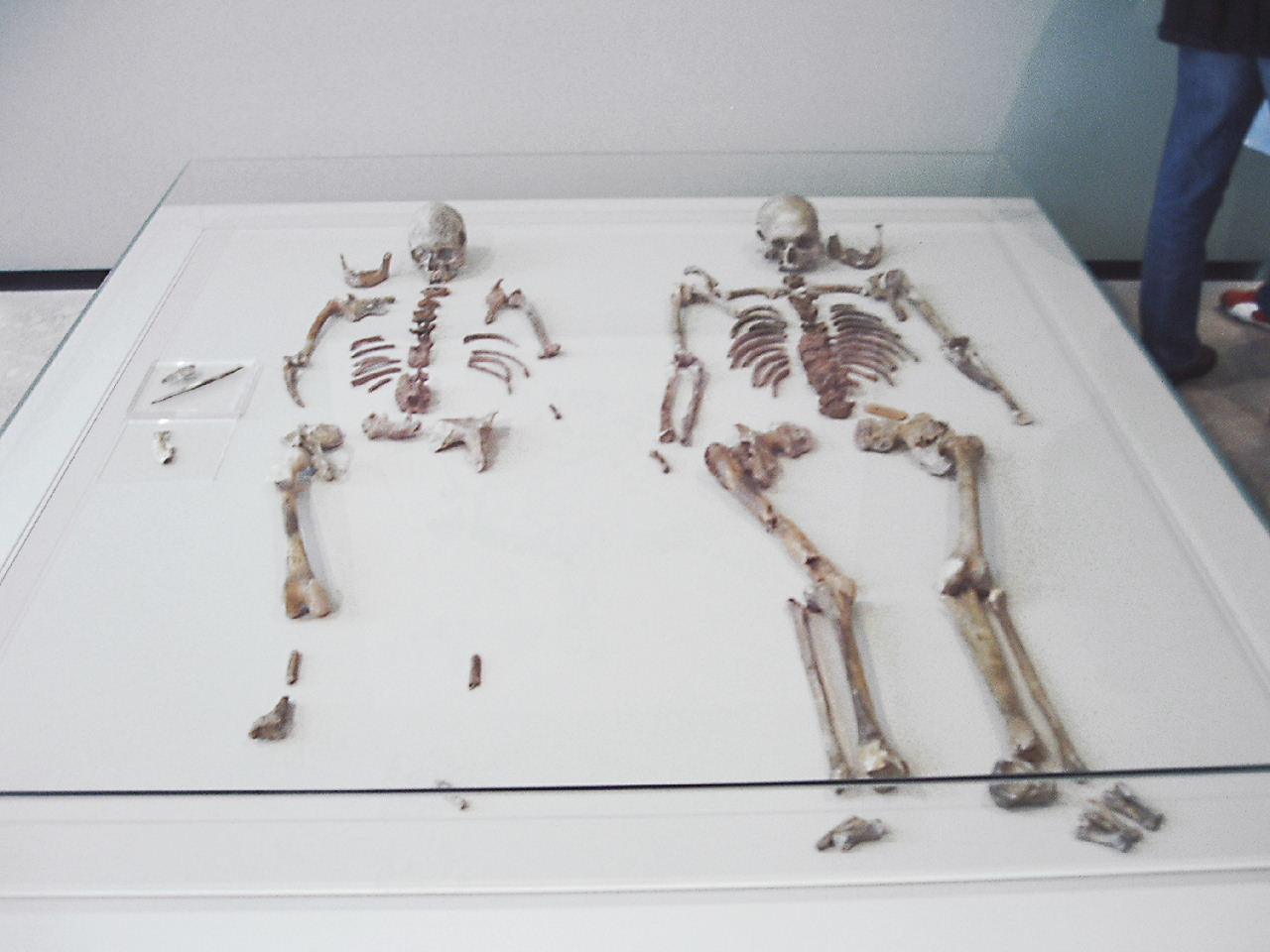
Скелети з місцевості Оберкассель у Бонні, бл. 11 000 до н. е.
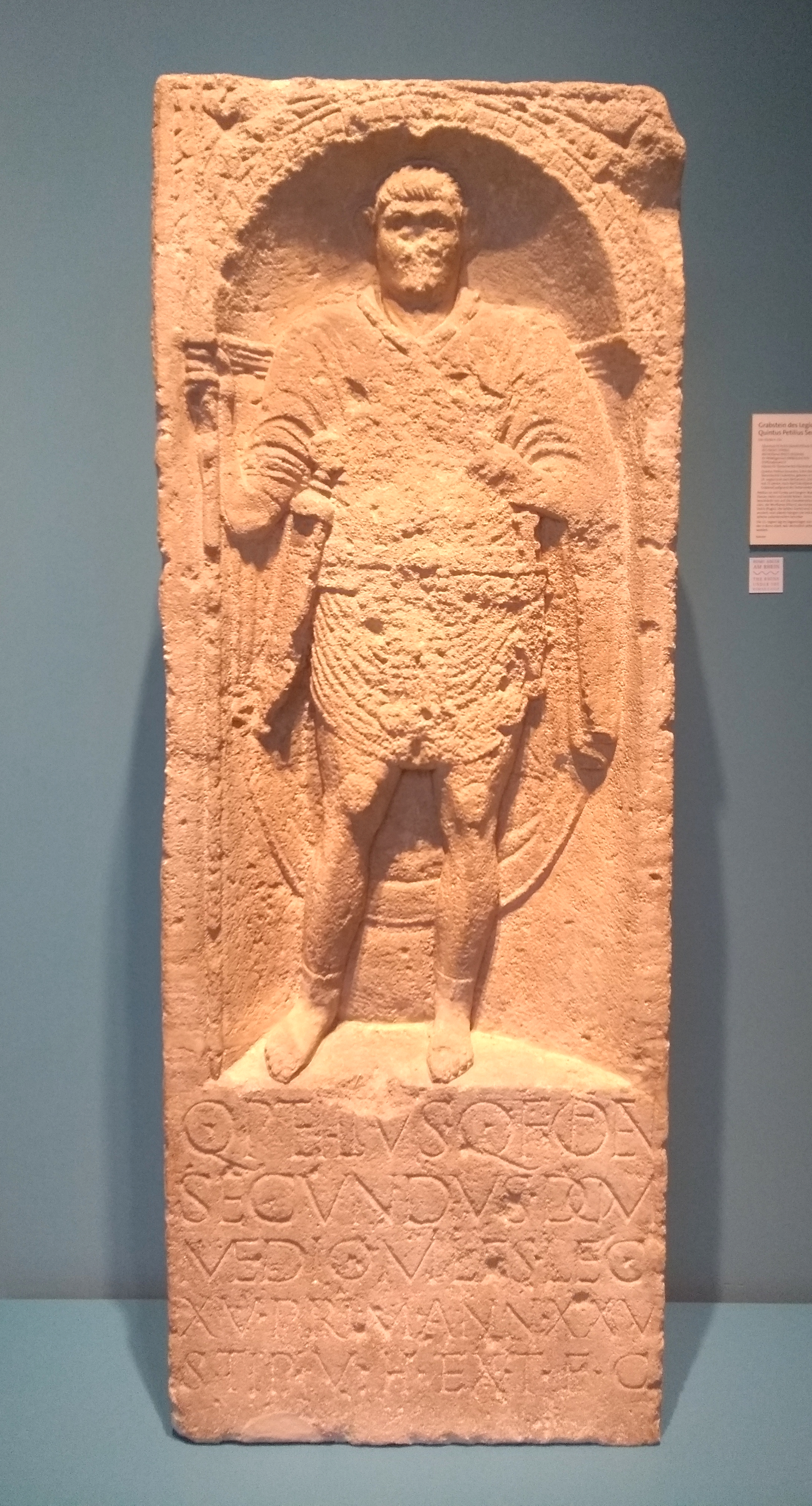
Надгробок римського легіонера (помер бл. 65 н. е.)
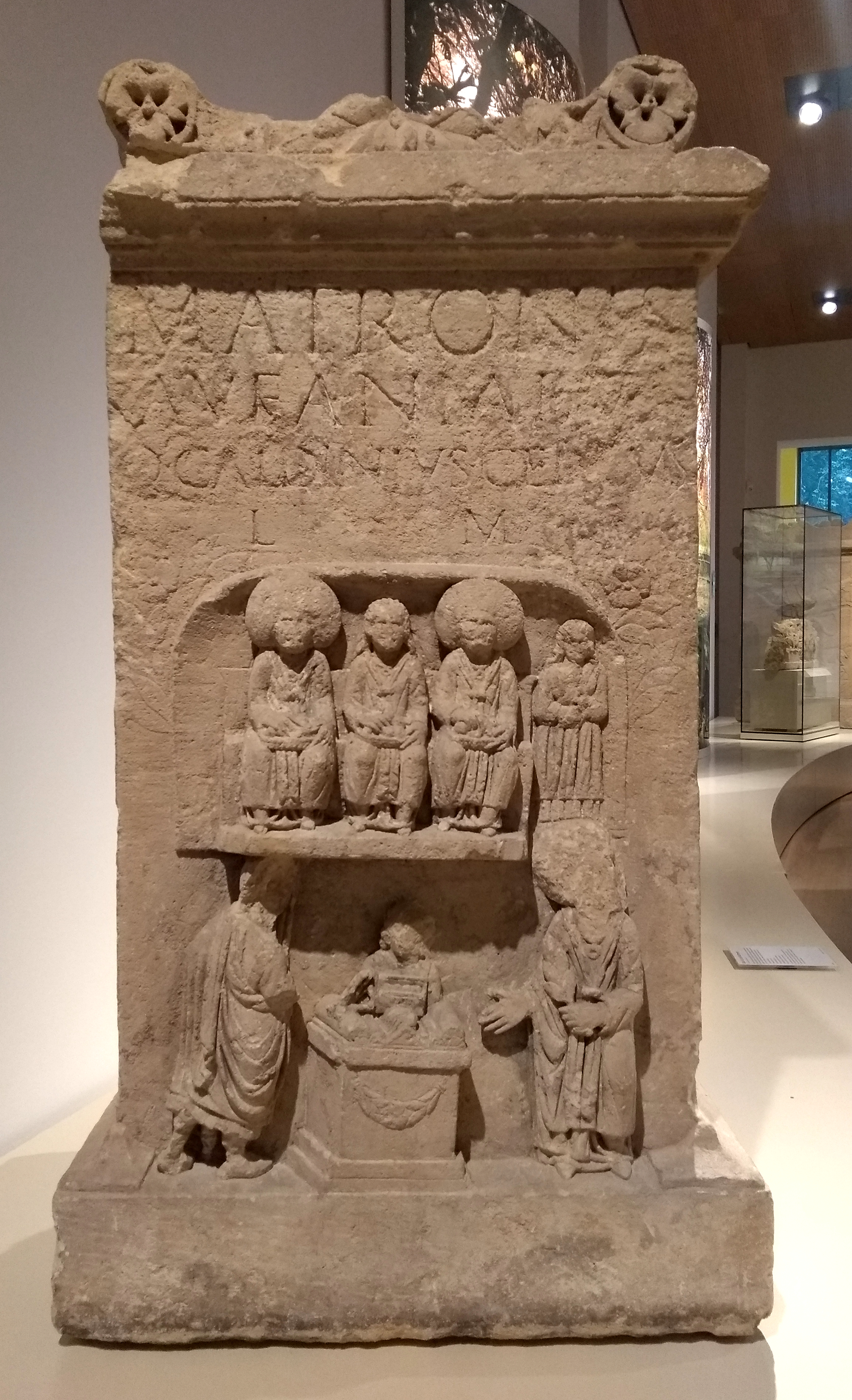
Вівтар
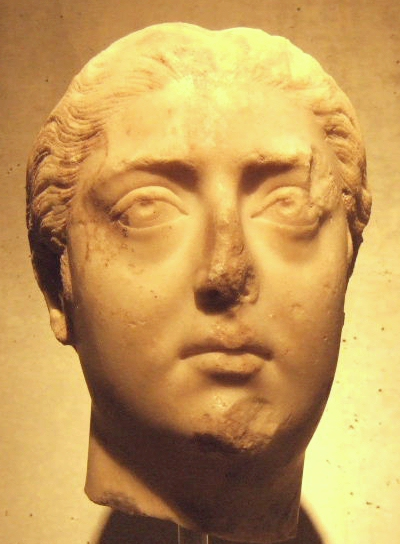
Боннська римлянка, бл. 180-200 до н. е.
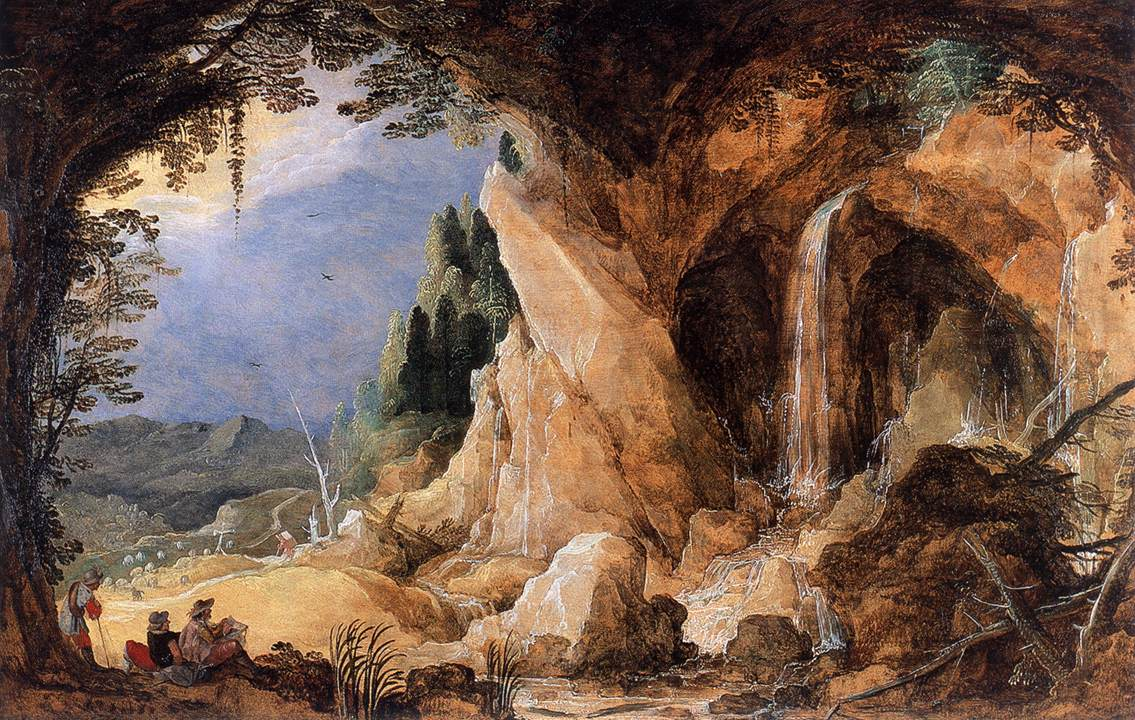
"Пейзаж з гротом", Йоос де Момпер бл. 1616